# Fòrum Social Mundial
|  | Aquest article tracta sobre el Fòrum Social Mundial. Vegeu-ne altres significats a «FSM (desambiguació)». |

El Fòrum Social Mundial (FSM) és una trobada anual que porten a terme diversos moviments socials i institucions de la societat civil, amb l'objectiu de celebrar la diversitat, discutir temes rellevants i buscar alternatives a les problemàtiques socials derivades del neoliberalisme i la globalització econòmica.
El FSM 2020 se celebrarà a Barcelona sota el títol Fòrum Social Mundial de les Economies Transformadores que en aquesta edició s'inclouran dos nous eixos transversals: les polítiques públiques i la formació i investigació, amb l'objectiu d'incidir en les administracions públiques i les universitats i centres de recerca.

## Origen i objectius
Inicialment va ser proposat com a contraposició al Fòrum Econòmic Mundial que es realitza anualment a la població suïssa de Davos on es reuneixen les elits econòmiques, financeres i polítiques d'arreu del món, i que es realitza aproximadament en les mateixes dates.
El FSM, segons les declaracions aprovades, pretén ser un espai obert i democràtic, un punt de trobada de l'esquerra mundial i del moviment altermundista o antiglobalització. En la primera edició celebrada a Brasil el 2001 es va definir una carta de principis que orienta el valors i regles bàsiques del FSM. Aquests s'han anat desenvolupant en les successives edicions. El 2016 es defienien els objectius de construir un món basat en la justícia social i ambiental, l'economia social, la participació democràtica i el reconeixement d'igual dignitat per a tothom.
El primer FSM va ser organitzat per l'Associació Francesa per a la Taxació de les Transaccions Financeres per a l'Ajuda al Ciutadà (Attac) i el Partit dels Treballadors de Brasil. Es va portar a terme del 25 al 30 de gener de 2001 a Porto Alegre, Brasil. Hi van acudir 12.000 assistents de tot el món. El 28 de gener les entitats assistents van fer públic el Compromís de Porto Alegre, on s'exposa breument els orígens del moviment, les crítiques que aquest fa al procés de globalització econòmica, i s'esbossen les propostes alternatives que posteriorment s'han anat concretant en edicions posteriors.
Els à 

## Trajectòria
Al segon FSM, realitzat també a Porto Alegre, del 31 de gener al 5 de febrer de 2002 hi van assistir més de 12.000 delegats, representant a persones i organitzacions de 123 països i 60.000 assistents. Es van portar a terme 652 tallers i 27 conferències. Un conferenciant cèlebre va ser el lingüista nord-americà Noam Chomsky.

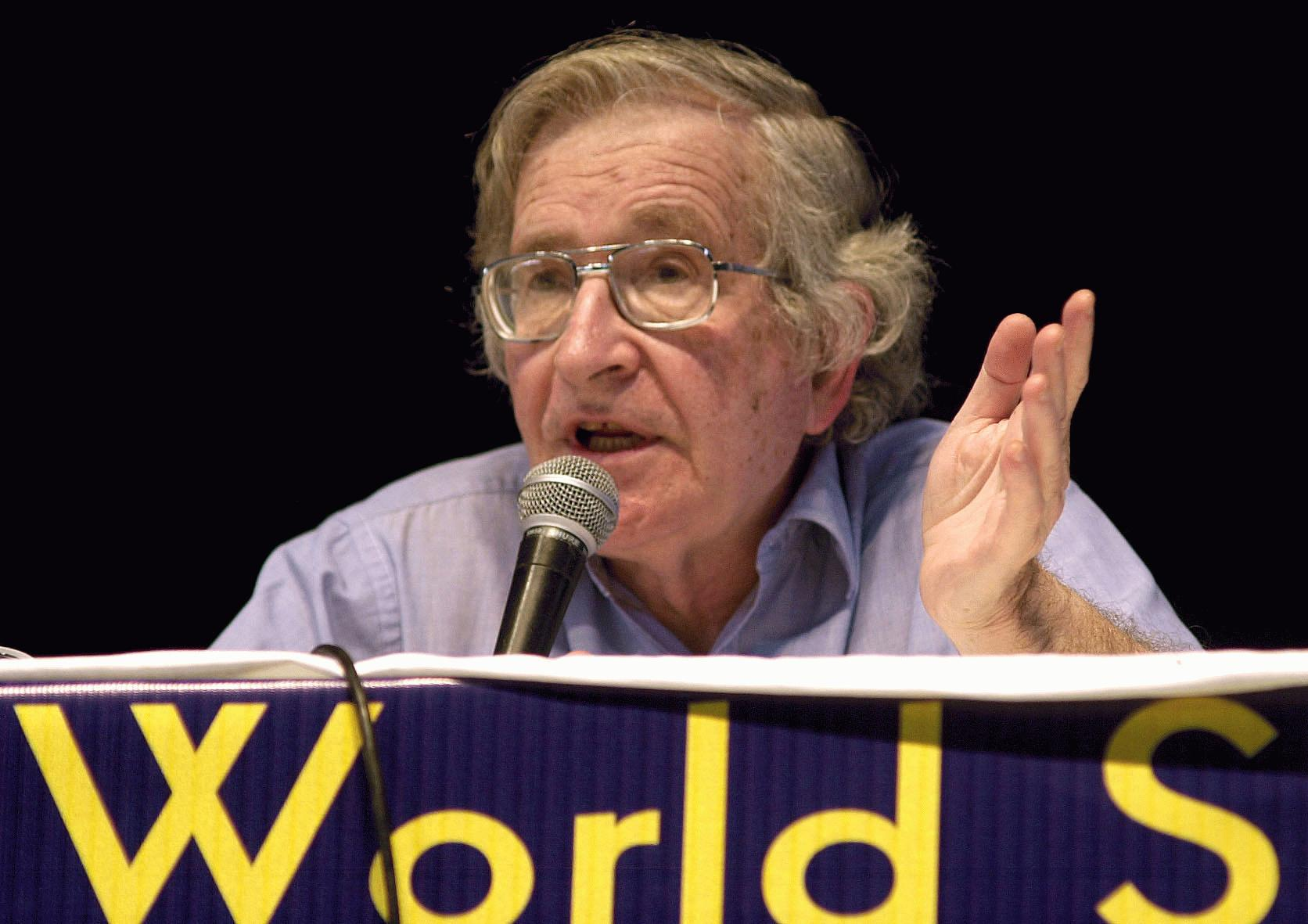
Noam Chomsky intervenint al Forum Social Mundial. Foto de Marcello Casal Jr/ABr.

El tercer FSM es va celebrar novament a Porto Alegre, el gener de 2003. Hi va haver molts tallers en paral·lel, incloent, per exemple, el taller "La vida després del capitalisme", que proposava una discussió enfocada a les possibilitats participatives, no-comunistes, no-capitalistes de diferents aspectes de les estructures socials, polítiques, econòmiques i de comunicació.
El quart FSM es va realitzar a Mumbai, Índia, del 16 al 21 de gener de 2004. L'assistència va ser superior a les 75.000 persones que s'esperaven. La diversitat cultural va ser un aspecte notable del fòrum. Una decisió notable va ser la d'utilitzar programari lliure.
La cinquena edició d'aquest esdeveniment va tenir lloc novament a Porto Alegre el 2005.
La sisena edició va tenir un caràcter policèntric, amb dues grans seus: Bamako (Mali) i Caracas (Veneçuela), el gener de 2006.
La setena edició es va celebrar a Nairobi el gener del 2007.
L'any 2008 el FSM convocà una jornada d'acció global, el 26 de gener del 2008 amb accions descentralitzades a tot el planeta, en lloc de realitzar-se un fòrum social a l'ús. A Catalunya, més de 150 entitats varen respondre a aquesta crida organitzant el Fòrum Social Català.
El 2009 la cita va ser a Belém (Brasil) del 27 de gener a l'1 de febrer. El seu principal eix temàtic va girar entorn de l'Amazònia i a la preservació de tot el patrimoni natural encara existent al planeta.
L'edició 2011 del Fòrum es va dur a terme a Dakar, capital del Senegal entre el 6 i l'11 de febrer.
L'any 2012 entre el 24 i el 29 de gener el FSM va tornar a Porto Alegre, (Brasil).
El 2013 la reunió es va celebrar a Tunísia del 26 al 31 de març sota el lema de la primavera àrab: Dignitat.
I a Tunísia ha tornat l'any 2015. Aquesta vegada el lema de Fòrum celebrat del 24 al 28 de març ha estat: Dignitat i Drets. Una convocatòria marcada per l'atemptat terrorista en el Museu del Bardo el 18 de març en el qual van morir 22 persones. El lema de la manifestació d'obertura del Fòrum va ser Els pobles del món contra el terrorisme. Entre els fòrums temàtics inclosos en el FSM hi ha el Fòrum Parlamentari Mundial que ha servit com a espai de convergència de legisladors progressistes que han treballat mocions sobre la construcció de la pau, la migració, el deute injust, les multinacionals i l'ingrés mínim ciutadà. En la IV edició del Fòrum Mundial de Mitjans Lliures també dins el FMS s'ha insistit que cal reforçar la informació i la comunicació al servei dels moviments socials i s'ha aprovat la "Declaració del Fòrum Mundial de Mitjans Lliures". Durant el FSM2015 s'ha celebrat també la reunió per iniciar el procés preparatori del Fòrum Social d'Internet previst per a finals del 2015 o principis de 2016. Entre els objectius: defensar la internet de les persones i la ciutadania.
El Fòrum Social Mundial de 2016 es va celebrar a Montreal, per primera vegada en un país del nord i que forma part del G-7.

## Altres fòrum relacionats
El Fòrum Social Mundial inclou també altres fòrums mundials, temàtics, regionals, subregionals, nacionals i municipals que s'organitzen d'acord amb la seva Carta de Principis encara que aquesta carta impedeix al FSM organitzar accions col·lectives en el seu propi nom. Segons Boaventura de Sousa Santos un intel·lectual proper als moviments del Fòrum Social Mundial, han de considerar-se com a part del procés del FSM les accions regionals i globals dutes a terme per les xarxes de moviments i organitzacions que integren el FSM, sempre que aquestes iniciatives respectin la Carta de Principis.
Entre els fòrums temàtics està el Fòrum de les Autoritats Locals, el Fòrum Parlamentari Mundial, el Fòrum Mundial de l'Educació, el Fòrum Mundial de Jutges, el Fòrum Mundial dels Sindicats, el Fòrum Mundial de l'Aigua, el Fòrum Mundial de la Joventut i el Fòrum Mundial de la Diversitat Sexual. En el 2015-2016 es prepara un nou fòrum: el Fòrum Social d'Internet. El 2020 se celebra a Barcelona el Fòrum Social Mundial de les Economies Transformadores
Entre els fòrums regionals s'inclouen el Fòrum Social Europeu, el Fòrum Social Asiàtic, el Fòrum Social Africà, el Fòrum Social de les Amèriques, el Fòrum Educacional Europeu, etc.